# Ćurlina
Ćurlina (en serbe cyrillique : Ћурлина) est un village de Serbie situé dans la municipalité de Doljevac, district de Nišava. Au recensement de 2011, il comptait 184 habitants.

## Démographie
| 1948 | 1953 | 1961 | 1971 | 1981 | 1991 | 2002 | 2011 |
| ---- | ---- | ---- | ---- | ---- | ---- | ---- | ---- |
| 241  | 266  | 243  | 211  | 199  | 189  | 193  | 184  |

|  |